# Condado de Sweetwater
O Condado de Sweetwater (em inglês:  Sweetwater County) é um dos 23 condados do estado americano do Wyoming. A sede do condado é Green River e a maior cidade é Rock Springs. Foi fundado em 1867.
O condado possui uma área de 27 172 km², dos quais 27 005 km² estão cobertos por terra e 167 km² por água, uma população de 43 806 habitantes, e uma densidade populacional de 1,6 hab/km² (segundo o censo nacional de 2010). É o quarto condado mais populoso e o maior em área do Wyoming.

## Galeria de imagens

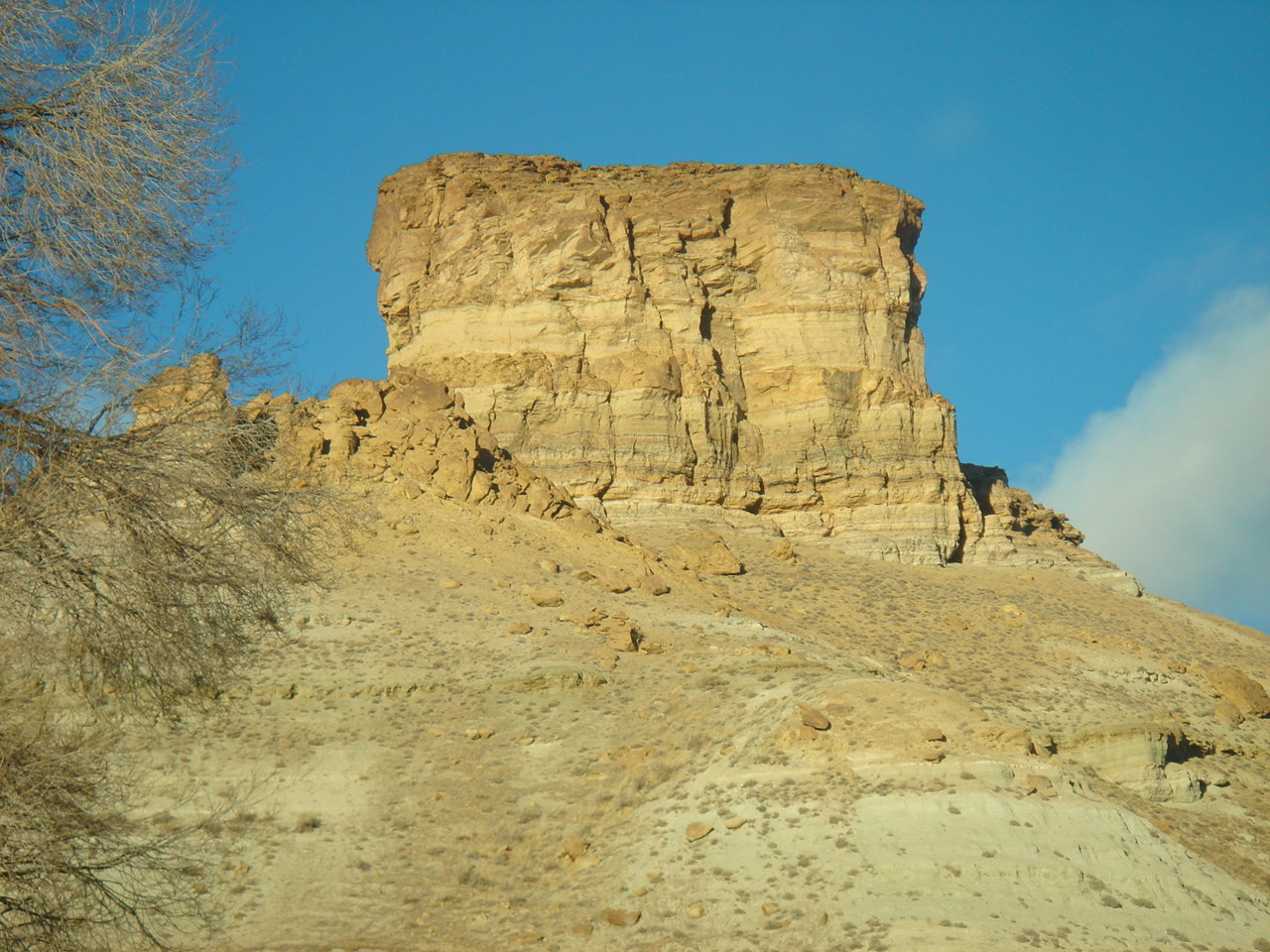
O Castle Rock, no Condado de Sweetwater